# 塔玛拉·邦克
艾德·塔玛拉·邦克·比德（西班牙語：Haydée Tamara Bunke Bider；1937年11月19日—1967年8月31日），常用别名塔尼娅，德裔阿根廷人。1961年，作为翻译前往古巴，后以一名地下战士的身份来到玻利维亚。1967年，在参加切·格瓦拉领导的尼阿卡瓦苏游击队时，遭玻利维亚政府军伏击而身亡。